# 1-butyn
1-butyn of ethylacetyleen, vaak tot butyn ingekort, is een alkyn met als brutoformule C4H6.
De stof is een kleurloos gas, extreem ontvlambaar en reactief. Ze wordt gebruikt in de synthese van organische verbindingen. Het isomeer van deze molecule is 2-butyn.